# Ossip Schubin
Ossip Schubin (születési nevén Aloisia / Lola Kirschner) (Prága, 1854. június 17. – Košátky vára, 1934. február 10.) németül író írónő.
Ossip Schubin álnéven vált ismertté, melyet Ivan Turgenyev A küszöbön című regényéből kölcsönzött.

## Élete
Szülei lochkovi birtokán nevelkedett, majd több telet töltött Brüsszelben, Párizsban és Rómában, ahol  sok inspirációt kapott a  a művészek Bohém életéről és a nemzetközileg is ismert  divatos társaságok ábrázolásához, amelyek kedvenc témái voltak.  Szokatlanul éles szemű megfigyelő, akinek nagyszerű, gyakran szarkazmussal fűszerezett tehetsége a markáns jellemzéshez különösen az Ausztria-Magyarország katonai és művészeti köreinek megrajzolásában mutatkozik meg.
1934-ben halt meg a košátkyi várban, Csehszlovákiában.

## Művei

### Fontosabb művei
- Gloria victis! (Berlin, 3. kiad. 1892)
- Unter uns (Berlin, 4. kiad. 1891)
- Finis Poliniae! (Drezda, 1893)

### Magyarul megjelent művei
- Becsület. Regény; ford. báró Ó-Y.; Athenaeum, Bp., 1884
- ʺMagunk köztʺ. Regény; ford. Wohl Janka; Athenaeum, Bp., 1886
- Asbein. Egy művész életéből; ford. Ó-Y.; Athenaeum, Bp., 1891
- Egy fáradt szív. Elbeszélés; ford. Székely Irén; Athenaeum, Bp., 1894 (Az Athenaeum Olvasótára)
- Egy lángész története. Beszély; Athenaeum, Bp., 1894 (Az Athenaeum Olvasótára)
- Bár csak tél lenne már! Regény, 1-2.; ford. Székely Irén; Athenaeum Ny., Bp., 1901 (A Magyar és Világirodalom Kincsestára)
- Az élő halott. Regény; Révai-Salamon Ny., Bp., 1903
- Stella. Regény, 1-2.; Légrády Testvérek, Bp., 1917 (Legjobb Könyvek)
- Refugium peccatorium. Regény; Érdekes Újság, Bp., 1921 (Legjobb Könyvek)

### Németül
- Schuldig (Roman 1883)
- Ehre (Roman. Heinrich Minden, Dresden 1883 [recte 1882]) = zum Roman umgearbeitete Erzählung Der gewisse Baron Riedheim
- Die Geschichte eines Genies. Die Gabrizzi (Novellen 1884)
- Mal'occhio und andere Novellen (1884; 4. Auflage 1901 u.d.T. Es fiel ein Reif in der Frühlingsnacht)
- Unter uns (Roman in 2 Bdn. 1884)
- Ein Frühlingstraum (Novellen 1884)
- Bravo rechts! Eine lustige Sommergeschichte (1885)
- Gloria victis! (Roman in 3 Bdn. 1885)
- Erinnerungen eines alten Österreichers (Erzählungen 1886)
- Erlachhof (Roman in 2 Bdn. 1887)
- Etiquette. Eine Rokoko-Arabeske (1887)
- Asbéin. Aus dem Leben eines Virtuosen (1888)
- Dolorata (Novelle 1888)
- Unheimliche Geschichten (1889)
- Boris Lensky (Roman in 3 Bdn. 1889)
- Bludicka. Erzählung aus dem slavischen Volksleben (1890)
- O du mein Österreich (Roman in 3 Bdn. 1890)
- Heil dir im Siegerkranz (Erzählung 1890)
- Ein müdes Herz (Erzählung 1892)
- Gräfin Erikas Lehr- und Wanderjahre (Roman in 3 Bdn. 1892)
- Torschlußpanik (Erzählung 1892)
- Finis Poloniae (Roman 1893)
- Toter Frühling (Erzählung in 2 Bdn. 1893)
- Schatten (Novellen 1893)
- Gebrochene Flügel (Roman 1894)
- Woher tönt dieser Mißklang durch die Welt? (Roman in 3 Bdn. 1894)
- Con fiocchi (Roman 1896)
- Maximum. Roman aus Monte Carlo (1896)
- Wenn's nur schon Winter wär'! (Roman 1897)
- Die Heimkehr (Roman 1897)
- Vollmondzauber (Roman in 2 Bdn. 1899)
- Peterl. Eine Hundegeschichte (1900)
- Slawische Liebe (Novellen 1900)
- Im gewohnten Geleis (Roman 1901)
- Marsa (Erzählung 1902)
- Refugium peccatorum (Roman 1903)
- Der Gnadenschuß (Erzählung 1905)
- Blanche (1905)
- Der arme Nicki. Geschichte eines aus der Reihe Gefallenen (2 Bde. 1906)
- Primavera (Novelle 1908)
- Miserere nobis. Die Tragödie eines Idealisten (Roman in 2 Bdn. 1910)
- Monsieur Paul (Schauspiel 1912)
- Die Flucht nach Amerika (Roman 1914)
- Der Rosenkavalier (1924)

## Fordítás
Ez a szócikk részben vagy egészben  az   Aloisia Kirschner című angol Wikipédia-szócikk ezen változatának fordításán alapul.  Az eredeti cikk szerkesztőit annak laptörténete sorolja fel. Ez a jelzés csupán a megfogalmazás eredetét és a szerzői jogokat jelzi, nem szolgál a cikkben szereplő információk forrásmegjelöléseként.